# Cindy Wilson
Cindy Wilson, właśc. Cynthia Leigh Wilson (ur. 28 lutego 1957 w Athens, Georgia) – amerykańska wokalistka, grająca również na instrumentach perkusyjnych. Jest członkinią amerykańskiego zespołu nowofalowo-rockowego The B-52’s.